# Salsalbé
Salsalbé, o anche Sasalbé, è un comune rurale del Mali facente parte del circondario di Mopti, nella regione omonima.
Il comune è composto da 9 nuclei abitati:
- Bacouré
- Belleguel
- Borgho
- Djolel
- Feya
- Kouna
- Lallowi N'Gotti
- Toboro (centro principale)
- Welli Gara